# 李椿
李 椿（り ちん、544年 - 593年）は、中国の北周から隋にかけての軍人。字は牽屯。本貫は遼東郡襄平県。

## 経歴
李弼の七男として生まれた。叔父の李檦の後を継いだ。北周が建てられると、勲冑子を初任とし、魏平県開国子に封ぜられた。562年、判司邑下大夫となった。大都督に任ぜられて、延州に駐屯した。武帝に才能を認められて、宿衛として宮中に入り、左侍上士となった。566年、使持節・車騎大将軍・儀同三司に任ぜられた。蒲坂旧城に駐屯し、朱楼翠観を修築し、羌城を築城するなどした。575年、大寧に鎮を立てた。同州監領となり、吐谷渾と戦った。576年、北斉に対する征討に従い、偏将を務めた。相州に駐屯して、爵位は伯に進んだ。578年、河東郡開国公に封ぜられた。579年、左少武伯下大夫となった。580年、上儀同大将軍・左司武中大夫となり、10月に右宮伯中大夫に転じた。12月、使持節・開府儀同三司・大将軍に進んだ。582年、相州など12州の兵を領知した。590年、本官のまま驃騎将軍を兼ねた。593年1月27日、永吉里の邸で死去した。
妻の劉琬華（りゅうえんか、545年 - 608年）は、光禄勲・定州刺史の劉貞の娘であった。
子に李匡世・李匡民・李匡道・李匡徳・李匡義らがいた。

## 伝記資料
- 『周書』巻十五 列伝第七
- 『北史』巻六十 列伝第四十八
- 大隋開府河東公墓誌（李椿墓誌）
- 大隋故開府儀同三司驃騎将軍河東公李府君夫人劉氏墓誌（李椿妻劉琬華墓誌）